# Ågot Valle
Ågot Jorunn Valle. född 26 maj 1945 i Levanger, är en norsk politiker som representerar Sosialistisk Venstreparti. Hon har suttit i Stortinget 1997-2009. Hon är medlem av Norska Nobelkommittén sedan 2009.